# Unterseeboot UB-98
Pour les autres navires du même nom, voir Unterseeboot 98.
L'Unterseeboot UB-98 est un sous-marin (U-Boot) allemand de type UB III utilisé par la Kaiserliche Marine pendant la Première Guerre mondiale. Il est mis en service dans la marine impériale allemande le 8 août 1918.
L'UB-98 s’est rendu le 21 novembre 1918 et il a été démantelé à Porthmadog en 1922. Apparemment, les plaques d’acier du sous-marin ont été utilisées pour le revêtement du tunnel de Garnedd sur le chemin de fer de Ffestiniog, mais cela n’a jamais été prouvé.

## Conception
Comme tous les sous-marins de type UB III, l'UB-98 avait un déplacement de 510 tonnes en surface et de 640 tonnes en immersion. Ses moteurs lui permettaient de naviguer à 13 nœuds (24 km/h) en surface et à 7,4 nœuds (13,7 km/h) en immersion. Il avait une autonomie de 7120 milles marins (13190 km) à sa vitesse de croisière. L'UB-98 transportait 10 torpilles et était armé d’un canon de pont de 10,5 cm. L'UB-98 avait un équipage pouvant compter jusqu’à 3 officiers et 31 hommes.

## Historique des services
L'UB-98 a été construit par AG Vulcan de Hambourg. Après un peu moins d’un an de construction, il a été lancé à Hambourg le 1er juillet 1918. Il a été mis en service plus tard la même année sous le commandement de l'Oberleutnant zur See Richard Scheurlen.

## Affectations
- Flottille I : du 3 octobre au 11 novembre 1918

## Commandants
- Oberleutnant zur See Richard Scheurlen [5] : du 8 août au 11 novembre 1918